# Отец солдата
«Отец солдата» — советский чёрно-белый художественный фильм, поставленный в 1964 году режиссёром Резо Чхеидзе по сценарию Сулико Жгенти на киностудии «Грузия-фильм».

## Сюжет
Лето 1942 года. Старый грузинский крестьянин Георгий Махарашвили узнаёт, что его сын танкист был ранен и попал в госпиталь. Георгий собирается проведать сына и отправляется к нему. Пока он добирался, сын выздоровел и уехал на фронт. Георгий решает остаться в действующей армии и добивается зачисления в пехотную воинскую часть. Вместе со своими товарищами по оружию, с боями, он добирается до Германии.
В ходе сражения за два нижних этажа дома Георгий наконец находит своего сына, но тот умирает после ранения у него на руках. В конце концов, Георгий с товарищами переходит мост, по которому впервые перешёл его сын. На мосту написано краской «Здесь первыми прошли танки Героя Советского Союза старшего лейтенанта Махарашвили».

## В ролях
| Актёр                | Роль                                        |
| -------------------- | ------------------------------------------- |
| Серго Закариадзе     | Георгий Махарашвили                         |
| Владимир Привальцев  | старший сержант Никифоров                   |
| Александр Назаров    | Аркадий Ершов                               |
| Александр Лебедев    | Николай Назаров                             |
| Владимир Колокольцев | Гриша                                       |
| Юра Бондаренко       | Боря                                        |
| Иван Косых           | баянист                                     |
| Виктор Косых         | Вася                                        |
| Виктор Уральский     | матрос-инвалид                              |
| Кетеван Бочоришвили  | Мария, жена Георгия                         |
| Владимир Пицек       | регистратор госпиталя                       |
| Пётр Любешкин        | генерал                                     |
| Николай Бармин       | полковник                                   |
| Феликс Степун        | хирург                                      |
| Инна Выходцева       | женщина на повозке, мать Васи               |
| Ромуальд Вильдан     | музыкант                                    |
| Гия Кобахидзе        | Годердзи Махарашвили, сын Георгия           |
| Елена Максимова      | хозяйка дома                                |
| Раднэр Муратов       | лейтенант                                   |
| Александра Денисова  | учительница (нет в титрах)                  |
| Волдемар Лобиньш     | советский танкист (нет в титрах)            |
| Армен Джигарханян    | голос за кадром (в колоризированной версии) |

## История создания
Автор сценария фильма Сулико Жгенти во время Великой Отечественной войны добровольцем ушёл на фронт, служил в морских десантных частях, был тяжело ранен и награждён четырьмя медалями. Сулико рассказал о сослуживце, который стал прототипом главного героя — бодбисхевском колхознике, который воевал с ним в одной части. Несмотря на годы, старик обладал недюжинной силой. Жалея молоденьких солдат, он забирал у них пулемёт и нёс его несколько километров на плечах. В дивизии он был всеобщим любимцем. Солдатам старик заменил отца, случалось, заслонял вчерашних мальчишек от пуль. Автор сценария сохранил главному герою его подлинное имя — Георгий Махарашвили.
Вспоминал автор сценария, как весной 1942 года у Новороссийска спавших в блиндаже бойцов разбудили звуки грузинской мелодии: пел Георгий Махарашвили. Взрыхляя штыком землю, он сеял пшеницу. Солдаты с удивлением смотрели на своего однополчанина. «Весна идёт, весна…» — пел старик, никого не замечая.

Опекал Георгий и самого Сулико Жгенти. Получив весточку о том, что сын находится в госпитале, отец отправился навестить Сулико, но не застал его в лазарете. Эта реальная история и легла в основу сценария фильма.

## Съёмки фильма
Финал фильма снимался в Калининградской области. Натуральными декорациями выступили мост королевы Луизы в городе Советске (б. Тильзит) и примыкающая к нему площадь Жукова. В фильме мы видим послевоенный вид моста с деревянными фермами. В таком виде он просуществовал до капитальной реконструкции в 1965 году. В кадр также попали руины Орденской (Немецкой) кирхи Тильзита.
Сцена боя, в котором Георгий Махарашвили находит своего сына, снималась в трёх зданиях Калининграда. Начинается сцена с ночного штурма здания бывшей биржи, в настоящее время — музея изобразительных искусств Калининграда. Внутренние сцены боя снимались в руинах здания Правительства Восточной Пруссии. До наших дней здание не сохранилось, оно было расположено на перекрёстке современных улиц Пролетарской и генерала Соммера. Финальная сцена с сыном снята на балконе восточного крыла Королевского замка. На заднем плане мы видим флигель Унфрида, а также коробку здания Рейхсбанка, на месте которой позже располагался калининградский Дом Советов, так и не достроенный.
Завершается фильм проходом подразделения Махарашвили по Октябрьской улице и Дровяному мосту. При этом в кадр попали и Кафедральный собор, здание бывшей кёнигсбергской биржи и руины Королевского замка.

## Признание
В деревне в Кахетии, откуда был родом Георгий Махарашвили, поставлен памятник этому герою. Кроме того, там есть Музей Славы, вокруг которого стоят надгробные плиты с именами погибших на войне жителей деревни. По этим плитам видно, что около 40 % солдат, не вернувшихся с войны, носили фамилию Махарашвили.
9 мая 2014 года в Тбилиси в Государственном музее театра, музыки, кино и хореографии отметили 50-летний юбилей картины. По сложившейся за год до этого традиции режиссёр фильма Резо Чхеидзе оставил отпечаток руки и автограф в «Нише бессмертных».

## Отзывы
По признанию Резо Чхеидзе, лучшей рецензией на фильм стало письмо, которое режиссёр получил из Севастополя. В нём рассказывался конкретный случай, когда молодой человек пришёл в милицию, чтобы признаться в совершении кражи. Когда у него спросили, почему он пошёл на этот шаг, тот ответил: «Я только что посмотрел фильм „Отец солдата“ и решил, что буду честно жить на белом свете».

## Награды
- Приз за лучшую мужскую роль Серго Закариадзе на МКФ в Москве в 1965 году.
- Премия Ленинского комсомола Серго Закариадзе в 1965 году.
- Ленинская премия Серго Закариадзе в 1966 году.
- Премия «Капитолийский Юпитер» Ревазу Чхеидзе на МКФ-кинообозрении «Капитолийский Юпитер» в Риме в 1966 году.
- Премия Ленинского комсомола Грузинской ССР Ревазу Чхеидзе в 1970 году.

## Факты
- Найдя виноградник в Берлине, Махарашвили начинает петь «Шен хар венахи» (Ты еси лоза) — грузинский церковный гимн Богородице.
- На фото, по которому главный герой ищет сына, и в сцене с виноградником фигурирует танк Т-44, который в боевых действиях не участвовал.
- В части сцен используется ИС-3, который в боевых действиях также не участвовал[6].
- В эпизоде с атакой советских танков актёры массовки вооружены послевоенными автоматами АК.
- 10 мая 2013 года на Первом канале состоялся показ отреставрированной и колоризованной версии фильма[7].

## Документалистика
- Автор — митрополит Ахалкалакский и Кумурдойский Николай. Режиссёр — Мария Вилкасте. Студия «Неофит» по заказу ГТРК «Культура». 2015 г (16 мая 2015). Резо Чхеидзе. «Отец солдата». Библейский сюжет (программа).  26 мин. Телеканал «Культура».
- Документальный фильм. Автор и ведущий — Александр Казакевич. Режиссёр — Константин Голенчик. ООО «Студия „Неофит“» по заказу ВГТРК. 2020 г (24 июня 2020). "Отец солдата". Как ты вырос, сынок мой.  40 мин. Россия-Культура. {{cite episode}}: |series= пропущен или пуст (справка)